# Попова, Вера Евстафьевна
Ве́ра Евста́фьевна Попо́ва (в девичестве Богдано́вская; (1867—1896) — доктор химии, дочь известного русского хирурга, профессора медико-хирургической академии Е. И. Богдановского. Одна из первых русских женщин-химиков.

## Биография
Родилась 17 (29) сентября 1867 года; дочь Евстафия Ивановича и Марии Алексеевны Богдановских. 
Воспитывалась в Смольном институте в Санкт-Петербурге (выпуск 1883 года). Затем, в 1883—1887 годах, училась на естественном отделении Высших женских (Бестужевских) курсах. Химию изучала в Женевском университете, где в 1892 году получила степень доктора химии (диссертация «Исследования дибензилкетона», 1892). С 1890 года — преподаватель химии в Ново-Александрийском институте сельского хозяйства и лесоводства, с 1892 по 1894 год читала лекции по стереохимии на Высших женских курсах.
Осенью 1895 года вышла замуж за Я. К. Попова. Её муж, дворянин по происхождению, после окончания военной академии долгое время работал на Санкт-Петербургском патронном заводе, а за год до свадьбы был назначен начальником Ижевских оружейного и сталеделательного заводов. Той же осенью вместе с супругом оставила Санкт-Петербург и поселилась на Ижевских заводах, в Вятской губернии. Организовала там домашнюю химическую лабораторию, а кроме того — работала в заводской.
В 1896 году, работая в лаборатории, исследовательница пыталась провести реакцию между белым фосфором и циановодородной кислотой. Ампула с этими двумя веществами взорвалась, и через четыре часа она умерла от ранений и отравления образовавшимся при взрыве фосфористым водородом. Была отпета в Александро-Невском соборе, а затем муж увёз тело жены в своё родовое имение в Черниговскую губернию (Сосницкий уезд, село Шабалинов). Склеп, в котором была похоронена В. Е. Богдановская-Попова (тело было уничтожено в первые годы Советской власти), ныне находится в аварийном состоянии, а украшавший его памятник находится в Сосницком краеведческом музее.

## Научная деятельность
Занималась химией кетонных соединений. В докторской диссертации показала, что дибензилкетон при нагревании в щелочной среде и в токе воздуха присоединяет кислород и образует некоторое количество бензойной кислоты и таким образом установила, что существуют кетоны, которые, подобно альдегидам, способны переходить в кислоты без распада молекулы.